# Xara LX

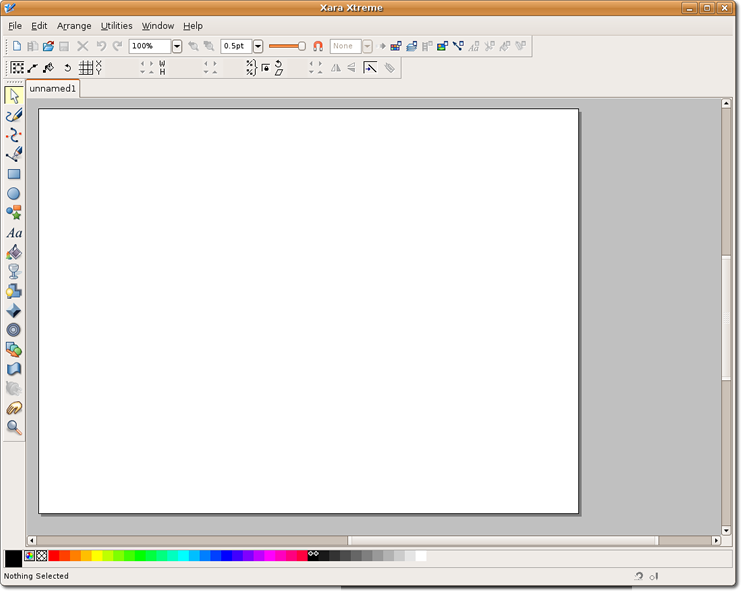

Xara LX o Xara Xtreme, es una aplicación informática de diseño vectorial. Es un programa multiplataforma y funciona en GNU/Linux, Mac OS y Microsoft Windows.
Xara Xtreme es desarrollado por la empresa Xara Group Ltd (Reino Unido). Xara Xtreme comenzó su desarrollo en la década de los 90, la versión original fue creado para el equipo RISC Acorn. El código fuente se encuentra liberado bajo la licencia libre  y los binarios (versión profesional) para windows es de pago.
Su interfaz gráfica es muy parecida a CorelDraw, aunque Xara LX presume de mayor rendimiento y estabilidad.